# Jadrolinija

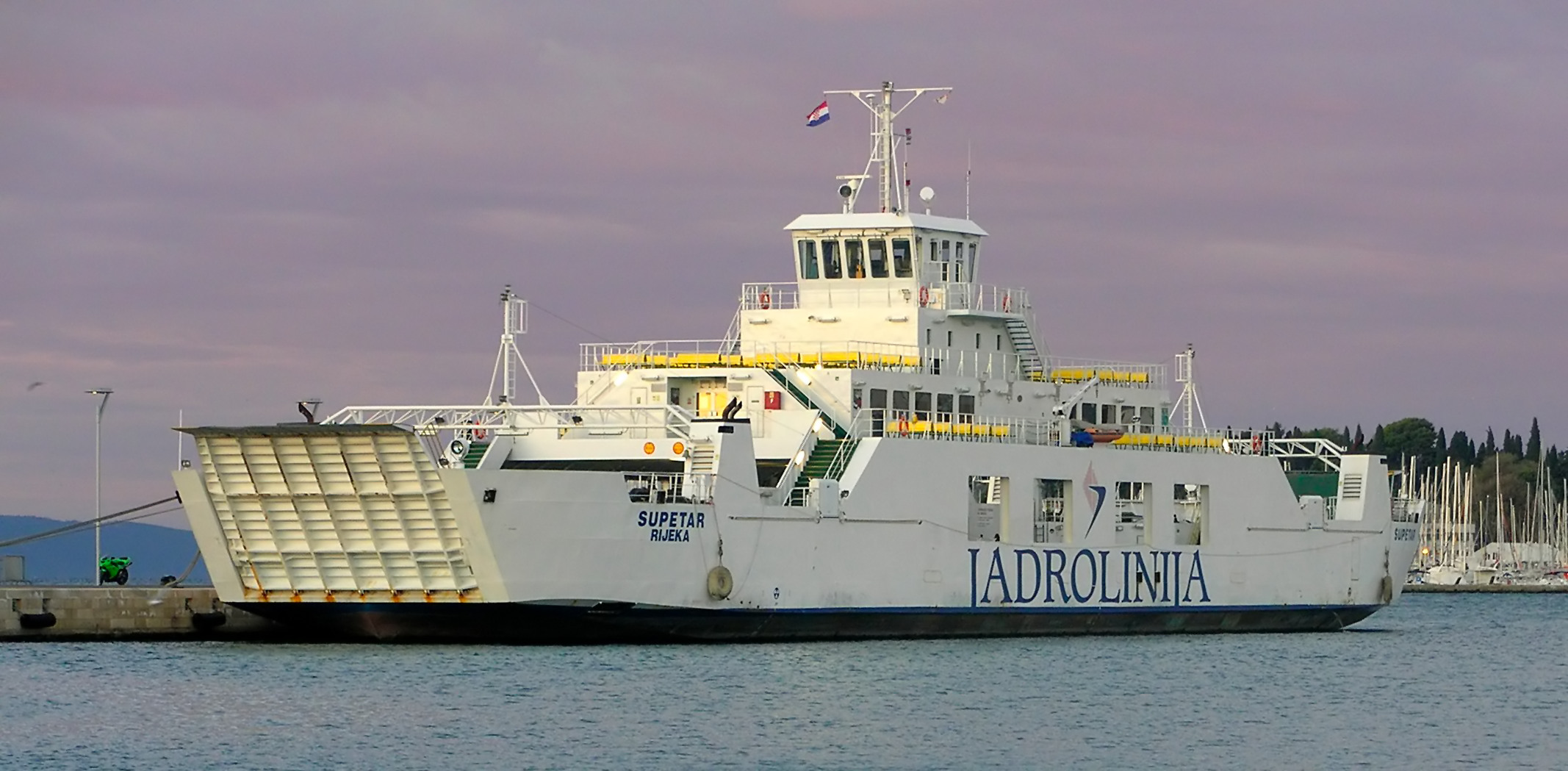
Trajekt supetar z firmy Jadrolinija

Jadrolinija je největší chorvatskou trajektovou společností. Zajišťuje spoje jak ostrovní,tak i mezinárodní. Vlastní 43 trajektů a z toho šest trajektů mezinárodních. Nejčastější mezinárodní spoj je Ancona – Split. Trajekty této společnosti můžeme vidět po celém pobřeží Chorvatska. Mateřskými přístavy jsou: Rijeka na severu, Zadar a Split, největší přístav Chorvatska.
Ostrovní spoje zajišťuje Jadrolinija malými, ale rychlými trajekty. Na mnoho ostrovů se lze dostat pouze trajektem. Na mezinárodní spoje plují plně vybavené, velké trajekty.

## Flotila

### Trajekty lokálních linek
| jméno:           | rok výroby: | ve flotile od roku: | linka: | kapacita automobilů: | kapacita osob: |
| ---------------- | ----------- | ------------------- | --- | -------------------- | -------------- |
| Mljet            | 2014        | 2014                | Ploče – Trpanj                                                                                                | 145                  | 616            |
| Krk              | 2014        | 2014                | Valbiska – Lopar                                                                                              | 145                  | 616            |
| Brač             | 2014        | 2014                | Zadar – Brbinj                                                                                                | 145                  | 616            |
| Kornati          | 2014        | 2014                | Valbiska – Merag                                                                                              | 145                  | 616            |
| Jadran           | 2010        | 2010                | Zadar – (Ošljak) – Preko                                                                                      | 138                  | 1200           |
| Biokovo          | 2009        | 2009                | Split – Rogač                                                                                                 | 138                  | 1200           |
| Korčula          | 2007        | 2008                | - | 133                  | 700            |
| Ilovik           | 2006        | 2008                | Valbiska – Merag                                                                                              | 151                  | 500            |
| Bol              | 2005        | 2008                | Brestova – Porozina                                                                                           | 176                  | 600            |
| Juraj Dalmatinac | 2007        | 2007                | Split – Stari Grad                                                                                            | 138                  | 1200           |
| Hrvat            | 2007        | 2007                | Split – Supetar                                                                                               | 138                  | 1200           |
| Marjan           | 2005        | 2005                | Split – Supetar                                                                                               | 130                  | 1200           |
| Cres             | 2005        | 2005                | Prizna – Žigljen                                                                                              | 100                  | 600            |
| Supetar          | 2004        | 2004                | Prizna – Žigljen                                                                                              | 100                  | 600            |
| Sveti Krševan    | 2004        | 2004                | Orebić – Dominče                                                                                              | 100                  | 600            |
| Tin Ujević       | 2002        | 2003                | Split – Supetar                                                                                               | 218                  | 1000           |
| Petar Hektorović | 1989        | 1998                | Split – Vela Luka – Ubli                                                                                      | 120                  | 1080           |
| Zadar            | 1993        | 2004                | split– stari grad                                                                                             | 200                  | 1500           |
| Brestova         | 1985        | 1998                | Brestova – Porozina                                                                                           | 70                   | 350            |
| Valun            | 1983        | 1998                | Split – Vis                                                                                                   | 90                   | 730            |
| Ston             | 1997        | 1997                | Drvenik – Sućuraj                                                                                             | 36                   | 150            |
| Kijevo           | 1997        | 1997                | Biograd- Tkon                                                                                                 | 36                   | 150            |
| Laslovo          | 1997        | 1997                | - | 36                   | 150            |
| Sis              | 1974        | 1997                | Zadar – (Ošljak) – Preko                                                                                      | 70                   | 500            |
| Hanibal Lucić    | 1994        | 1995                | Dubrovnik – Lopud – Suđurađ                                                                                   | 35                   | 350            |
| Prizna           | 1970        | 1991                | - | 60                   | 330            |
| Bartol Kašić     | 1989        | 1989                | Split – Vela Luka – Ubli                                                                                      | 54                   | 500            |
| Sv. Juraj        | 1980        | 1989                | Zadar – Bršanj – Rava – Mala Rava / Zadar – Rivanj – Sestrunj – Zverinac – Molat – (Ist)                      | 47                   | 300            |
| Mate Balota      | 1988        | 1988                | Biograd - Tkon                                                                                                | 51                   | 440            |
| Vladimir Nazor   | 1986        | 1986                | Zadar – (Ist) – Olib – Silba – Premuda – (Mali Lošinj) / Zadar – Rivanj – Sestrunj – Zverinac – Molat – (Ist) | 70                   | 450            |
| Lastovo          | 1969        | 1978                | Split – Vela Luka – Ubli                                                                                      | 80                   | 500            |
| Šoltanka         | 1971        | 1971                | Trogir – Drvenik Veli – Drvenik Mali                                                                          | 30                   | 209            |
| Pelješčanka      | 1971        | 1971                | Makarska – Sumartin                                                                                           | 30                   | 209            |
| Lošinjanka       | 1969        | 1969                | Šibenik – Zlarin – Kaprije – Žirje                                                                            | 30                   | 209            |

### Trajekty pro domácí a mezinárodní plavbu
| jméno:     | rok výroby: | ve flotile od roku: | linka:                  | kapacita automobilů: | kapacita osob: |
| ---------- | ----------- | ------------------- | ----------------------- | -------------------- | -------------- |
| Dalmacija  | 1993        | 2024                | Dubrovnik hr - Bari it  | 283                  | 1050           |
| Marko Polo | 1973        | 1998                | Split (HR) – Ancona (I) | 270                  | 1500           |

### Katamarány a rychlé lodě
| jméno:   | rok výroby: | ve flotile od roku: | linka:                                                                                                | kapacita osob: |
| -------- | ----------- | ------------------- | --- | -------------- |
| Jelena   | 2018        | 2018                | Split – Hvar – Vela Luka – Ubli                                                                       | 403            |
| Vida     | 2011        | 2016                | Split – Bol – Jelsa                                                                                   | 304            |
| Dora     | 1989        | 2015                | Zadar – Preko                                                                                         | 350            |
| Karolina | 1989        | 2005                | - | 306            |
| Novalja  | 1991        | 2005                | Split – Milna – Hvar – Vis                                                                            | 324            |
| Judita   | 1990        | 2001                | Rijeka – Rab – Novalja                                                                                | 306            |
| Dubravka | 1991        | 2001                | Rijeka – Cres – Martinšćica – Unije – Susak – Ilovik – Mali Lošinj                                    | 306            |
| Silba    | 1990        | 1998                | Zadar – Molat – Brgulje – Zapuntel – Ist                                                              | 250            |
| Adriana  | 1992        | 1998                | - | 325            |
| Olea     | 1981        | 1994                | Zadar – Rivanj – Sestrunj – Zverinac – Božava – Brbinj / Zadar – Mali Iž – Veli Iž – Mala Rava – Rava | 218            |

### Klasické osobní lodě
| jméno:  | rok výroby: | ve flotile od roku: | linka:                                                   | kapacita osob: |
| ------- | ----------- | ------------------- | -------------------------------------------------------- | -------------- |
| Lara    | 1988        | 1988                | Šibenik – Zlarin – Prvić Luka – Šepurine – Vodice        | 250            |
| Postira | 1963        | 1963                | Dubrovnik – Koločep – Lopud – Suđurađ                    | 450            |
| Premuda | 1957        | 1957                | Mali Lošinj – Srakane Vele – Unije – Susak – Mali Lošinj | 450            |
| Tijat   | 1955        | 1955                | Šibenik – Zlarin – Prvić Luka – Šepurine – Vodice        | 300            |